# Суходільськ
Суході́льськ (колишня назва — Верхнє-Дуванне) — місто в Україні, у Сорокинській міській громаді Довжанського району Луганської області. Місто-супутник Сорокиного. Населення — 20 805 осіб (2017).

## Географічне розташування
Місто Суходільськ розташоване у східній частині Донбасу, за 3 км від міста Сорокине. Загальна площа міста — 10 км², довжина Суходільська з півночі на південь — 3 км, зі сходу на захід — 4,3 км. Географічно належить до степової зони.

## Походження назви міста
На місці сучасного міста Суходільськ колись існувало селище Дуванне, а мешканці селища досі називають його Дуванкою. Біля селища була відкрита станція Верхнєдуванна (нині — станція Сорокине), хутір Верхнєдуванний, Нижнєдуванний, Дуванська ЦЗФ й шахта «Дуванна» № 2. Звідки й походила  назва Дуванний', за розповідями старожилів. Приблизно в тому місці, де нині розташована шахта «Суходільська», пролягав шлях, який йшов від Ростова. Ширина його була приблизно 60 м та отримав назву Ростовський. Тим шляхом йшли отари худоби до Ростова з Луганського, Старобільського, Слав'яносербського та інших повітів. Ростовський шлях проіснував до 1920-х років.
На той час ще були групи людей, які тікали з глибин Росії на Дон від переслідувань царського самодержавства і скупчувались біля Ростовського шляху й грабували купців і прикажчиків, що поверталися після продажу худоби та продуктів сільського господарства на ростовських ярмарках і базарах. Вони повертались не по одному, а групами, були озброєні, і все ж грабіжникам вдавалося відбити в них крам і гроші. Для цього злодії виставляли вартових на курганах, які були повсюди обабіч шляху. При появі в далечі обозів вартові умовними сигналами (розмахували прапорцями) передавали звістку про наближення обозів іншим вартовим. Отримавши сигнал про появу обозу, отаман розбійників вивчав з засідки кількість возів, людей, склад охорони та приймав рішення.
Розподіл награбованого майна відбувався у балці, розташованій між сучасною Суходільською ЦЗФ та шахтою «Суходільською», яка бере початок від хутора Верхньодуванного. Процес розподілу награбованого в тодішніх злодіїв називався «дуванити». Від цього слова й балка була отримала назву «Дуванна».

## Історія
До Жовтневого перевороту, на місці сучасного Суходільська, був дикий степ донських козаків. Від балки Горілої лощиною, до самого Сіверського Донця пролягала межа між Округом Війська Донського й Малоросією, як тоді московити називали Україну.
У 1916 році під Харковом була прокладена залізниця біля якої і утворено село Верхньодуванне. Почалося воно з будівлі станції і декількох бараків, в яких оселися залізничники.
Селище Водяне почало заселятися у 1927 році гірниками-пенсіонерами.
За часів масової колективізації 1927—1930 років на землях хутора було утворено радгосп «Праця гірника» Сорокінської МТС, до складу якої входило декілька старих куренів. Незабаром у селищі з'явилася механічна майстерня, клуб, їдальня. На початку 1950-х років почалось будівництво ЦЗФ «Верхньодуванської», відкриття шахт та підприємств.
У господарстві було добре розвинуте свинарство, налічувалось дві великі свиноферми.
Особливу увагу надавалося овочівництву. Площі під картоплю відводилися до 500 гектар. Із зернових культур висівалося жито, озима пшениця, ячмінь, овес.
В господарстві було лише три старі трактори «Фордзон». Основним тяглом були воли й коні. Для молотьби зернових було дві молотарки з локомобілями (паровими).
Надалі, з розвитком господарства, почали закупляти колісні трактори «СХТЗ». У довоєнні роки вже були гусеничні трактори і дизельний трактор «С-65». Одночасно надходив і тракторний інвентар.
Основною робочою силою з догляду і збиранню врожаю були робочі шахт і міські домогосподарки. Штатні робочі трактористи, доярки і свинарки були, але в дуже недостатній кількості.
Під час Другої світової війни господарство пережило дві евакуації. Після звільнення від німецько-фашистських окупантів в господарстві не залишилося ні інвентарю, ні сільськогосподарських машин, ні живого тягла. Навіть у 1945 році доводилося запрягати в плуги і борони корів, що належали робітникам. Оскільки господарство мало до 5 тисяч орних земель, то для обробки цих площ восени і весною застосовували трактори з інших господарств. Врожайність була дуже низькою. Лише у 1948 році, коли господарство отримало статус радгоспу, справи пішли добре. На той час радгосп великі площі відводив під баштанні культури. Одержували добрі урожаї кавунів, які відправляли залізницею до Москви, Тули, від чого місцеві отримували великий дохід. До 100 гектарів висівалося овочів, але картопля залишалася основною культурою. Був повний комплекс інвентарю, від посадочних машин до прибирання й сортування.
Були і роки великої посухи. Доводилося заготовлювати солому для тварин у Краснодарському краї і насилу доставляти в радгосп.
У 1954 році сіно заготовляли у Сибіру, яке коштувало радгоспу понад 1000 рублів за тонну.
26 грудня 1957 року центр Велико-Водянської сільської ради Краснодонського району було перенесено в селище Верхньо-Дуванне, яке відносилося до категорії селищ міського типу і отримало назву Верхньо-Дуванний.
29 вересня 1958 року селище перейменоване на Краснодонське, яке було приєднано до смт Верхньодуванне.
У 1972 році селище Верхньодуванне перейменовано в Суходільськ, яке набуло статусу міста.

### У Незалежній Україні
Війна на сході України:
З квітня 2014 року контролюється окупаційною адміністрацією Російської Федерації в окупованих районах Луганської області.
11 серпня 2014 року, в ході проведення Збройними силами України антитерористичної операції літак ЗСУ здійснив удар по «зеленці» поблизу міста, бойовики зазнали серйозних втрат, знищено обслугу ЗРК терористів.
В ніч, з 16 на 17 серпня 2014 року, українські військові з артилерії знищили велику групу терористів та їхню військову техніку під Суходільськом. 18 серпня українські військові ліквідували базу бойовиків біля шахти «Дуванська» — після артилерійського обстрілу повністю знищена.
12 червня 2020 року, відповідно з розпорядження Кабінету Міністрів України № 717-р «Про визначення адміністративних центрів та затвердження територій територіальних громад Луганської області», місто увійшло до складу Сорокинської міської громади.

## Населення

### Національний склад
Національний склад населення за даними перепису 2001 року:
| Національність  | Відсоток |
| --------------- | -------- |
| росіяни         | 60,42 %  |
| українці        | 36,29 %  |
| білоруси        | 1,58 %   |
| татари          | 0,35 %   |
| молдовани       | 0,25 %   |
| вірмени         | 0,17 %   |
| поляки          | 0,12 %   |
| азербайджанці   | 0,11 %   |
| інші/не вказали | 0,71 %   |

У місті проживають ветерани шахтарської праці, орденоносці, Почесні шахтарі.

### Мовний склад
Розподіл населення за рідною мовою за даними перепису 2001 року:
| Мова            | Кількість | Відсоток |
| --------------- | --------- | -------- |
| російська       | 21929     | 92,38 %  |
| українська      | 1737      | 7,32 %   |
| білоруська      | 25        | 0,11 %   |
| вірменська      | 11        | 0,05 %   |
| румунська       | 8         | 0,03 %   |
| інші/не вказали | 29        | 0,11 %   |
| Всього:         | 23739     | 100 %    |

За даними перепису 2001 року населення смт становило 23 739 осіб, з них 7,32 % зазначили рідною мову українську, 92,38% — російську, а 0,3% — іншу.

## Економіка
Видобуток кам'яного вугілля (ВАТ «Краснодонвугілля»):
- Шахта «Суходільська № 1» (ліквідована)
- Шахта «Дуванна»
- Шахта імені М. П. Баракова
- Шахта «Суходільська-Східна»

## Транспорт
Околицею міста пролягає автошлях міжнародного значення М30E40. Найближча залізнична станція — Сорокине.

## Заклади освіти
Загальноосвітні навчальні заклади

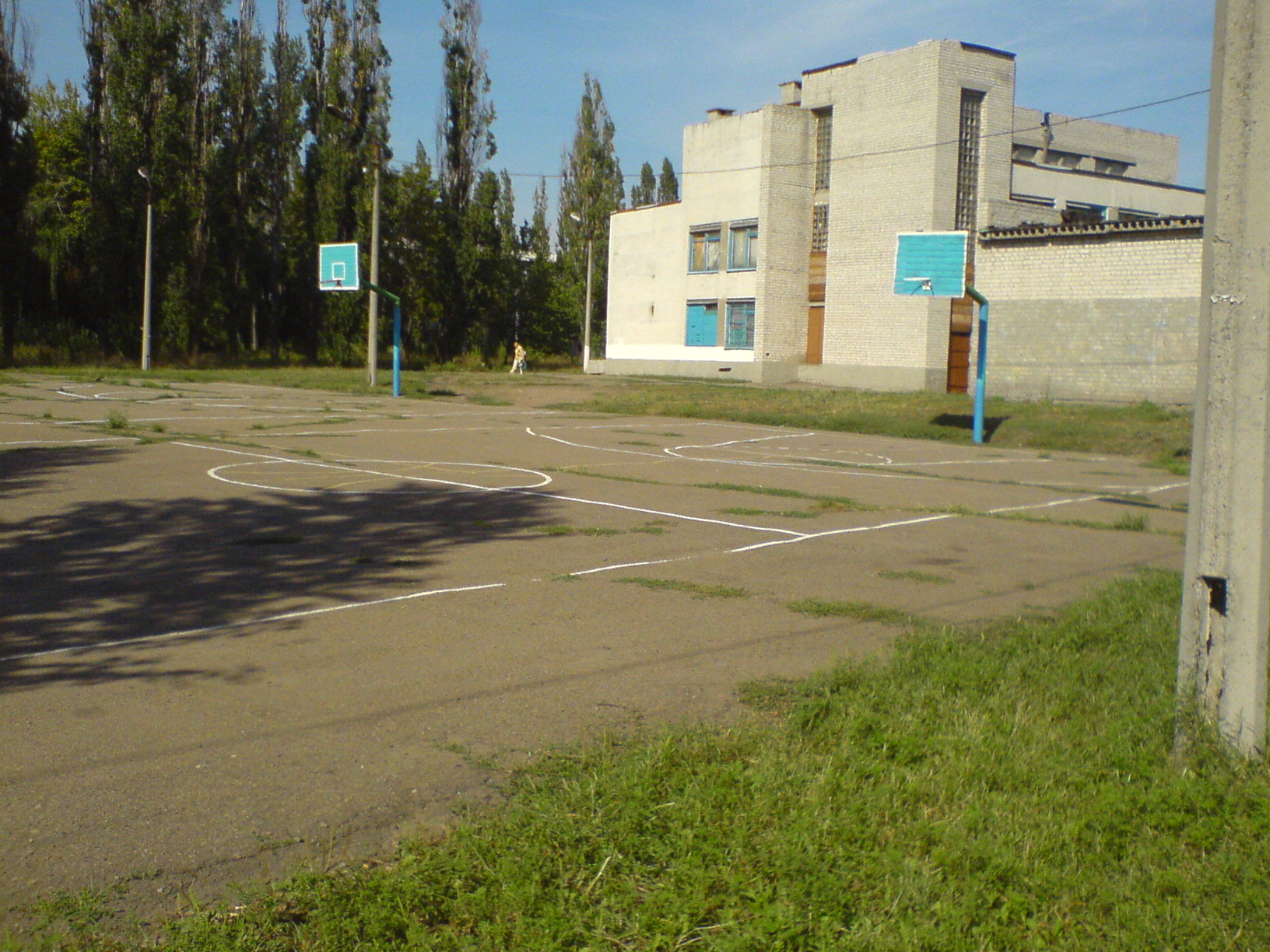
Суходільська середня загальноосвітня школа І—ІІІ ступенів № 17

- Суходільська середня загальноосвітня школа І—ІІІ ступенів № 5 (вул. Станіславського, 21)
- Суходільська середня загальноосвітня школа І—ІІІ ступенів № 14 (вул. Гастелло, 14)
- Суходільська середня загальноосвітня школа І—ІІІ ступенів № 17 (вул. Станіславського, 61)[10].

Позашкільні навчальні заклади
- Суходільський центр дитячої творчості № 3 (вул. Виставкіна, 31)[10].

Дошкільні навчальні заклади
- Дошкільний навчальний заклад № 7 «Колобок» (вул. Гастелло, 4)
- Дошкільний навчальний заклад № 8 «Сонечко» (вул. Леніна, 25-А)
- Дошкільний навчальний заклад № 36 «Дзвіночок» (кв. Комарова, 36)[10].

## Пам'ятки
- Пам'ятник Олегу Кошовому — розташований на площі біля Палацу культури.
- Три братські могили воїнів, що загинули у роки Другої світової війни.
- Скульптура Божої Матері — відкрита у серпні 2011 року, яку встановили на головній площі міста біля Палацу культури імені Олега Кошового.
- Алея на честь воїна-інтернаціоналіста В. Ташликова — відкрита у 2011 році.